# Essex on the Park
Essex on the Park (aussi appelé Sentral Michigan Avenue ou 808 South Michigan Avenue) est un gratte-ciel situé au 808 South Michigan Avenue dans le secteur communautaire du Loop à Chicago, dans l'État de l'Illinois aux États-Unis. Le bâtiment, construit par la firme d'architectes Hartshorne Plunkard Architecture, a été commercialisé et ouvert sous le nom de « Essex on the Park », mais rebaptisé « Sentral (stylisé Sen+ral) Michigan Avenue » en juillet 2021.

## Description
En novembre 2014, Oxford Capital Group LLC a acquis l'Essex Inn de 254 chambres au 800 South Michigan, le long du district historique de Michigan Boulevard District, en face de Grant Park, auprès de la famille Gecht qui a construit l'hôtel en 1961. Oxford a acquis la propriété avec un bail allant jusqu'en 2057, pour 25,5 millions de dollars. En septembre 2015, Oxford a soumis des plans pour remplacer le garage de stationnement et la piscine à côté de l'Essex Inn par une tour d'appartements de 48 étages abritant 388 unités. Le plan a été modifié au cours de 2016, en supprimant les bars en plein air proposés entre les niveaux inférieurs et supérieurs. Le 3 janvier 2017, Oxford Capital Group a reçu un prêt à la construction de 170 millions de dollars. Le 19 janvier 2017, Oxford a donné le coup d'envoi du nouveau plan, qui proposait à l'époque une tour de 57 étages, 476 appartements et 290 chambres d'hôtel à côté de l'Essex Inn. La prélocation a commencé le 28 décembre 2018 pour le nouveau bâtiment, qui était considéré comme achevé à l'époque. Le 1er mars 2019, la tour d'appartements de 56 étages a ouvert ses portes et l'hôtel Essex de 14 étages/274 chambres, qui a été récemment rénové à partir de la coquille de l'Essex Inn, a ouvert le 1er avril 2019.
Avant le réaménagement de la propriété, l'hôtel Essex Inn a obtenu le statut préliminaire de Chicago Landmark par la Commission on Chicago Landmarks garantissant que l'enseigne de l'hôtel Essex Inn serait préservée sur le toit. À l'époque, il était prévu d'ajouter l'hôtel Essex Inn au Registre national des lieux historiques. La recommandation finale du point de repère de Chicago a été adoptée par la Commission le 1er décembre 2016.
En avril 2021, Oxford Capital Group a annoncé que l'hôtel Essex allait rejoindre le groupe hôtelier Le Méridien, l'hôtel changeant de nom pour devenir « Le Méridien Essex Chicago ».